# Safet Zhulali
Safet Zhulali (ur. 11 marca 1944 w Strudze, zm. 12 kwietnia 2002 w Tiranie) – albański matematyk i polityk, minister obrony w latach 1992–1997.

## Życiorys
Po ukończeniu szkoły średniej w latach 1960-1963 pracował jako nauczyciel we wsi Bellovë, a następnie we wsi Melan k. Peshkopii. Studia matematyczne na Uniwersytecie Tirańskim ukończył w 1970. Po studiach pracował jako nauczyciel w szkołach średnich.
W 1991 współtworzył struktury Demokratycznej Partii Albanii w okręgu Dibra. W wyborach parlamentarnych 1992 uzyskał mandat deputowanego z okręgu Bulqiza, ponownie został wybrany w 1996. W latach 1992–1997 kierował resortem obrony w rządzie Aleksandra Meksiego, przeprowadzając czystkę wśród kadry oficerskiej. Oskarżany przez opozycję o niekompetencję i nepotyzm. Kilku członków jego rodziny w latach 90. zajęło eksponowane stanowiska, w tym brat, który objął funkcję dziekana Wydziału Ekonomicznego Uniwersytetu Tirańskiego, a siostra Zhulaliego rozpoczęła pracę sekretarki przewodniczącego Państwowej Komisji Kontroli.
16 października 1995 podpisał z amerykańskim sekretarzem stanu Williamem Perrym porozumienie o współpracy dwustronnej zakładające szkolenie żołnierzy albańskich do udziału w misjach pokojowych. 13 stycznia 1996 podczas wizyty w Polsce Zhulali podpisał polsko-albański układ o współpracy wojskowej. Podał się do dymisji w 1997 w czasie rewolucji piramidowej. Aresztowany 22 sierpnia 1998 stanął przed sądem oskarżony o zbrodnie przeciwko ludzkości. Oskarżenie wiązało się z użyciem sił zbrojnych przeciwko rebeliantom w czasie zamieszek wiosną 1997. Spędził w więzieniu 45 dni, a następnie 6 miesięcy w areszcie domowym. Po kilku miesiącach został uniewinniony. Zmarł na atak serca.
Był żonaty (żona Manushaqe), miał córkę.